# 재즈 시대
재즈 시대(영어: Jazz Age)는 미국, 영국, 프랑스 등지에서 재즈와 댄스 음악이 대중화된 1920년대를 말한다. 이것은 흑인의 것이 백인들 사이에서도 수용되어 훌륭한 엔터테인먼트로서 인정을 받게 된 음악이다. 재즈는 미국 뉴올리언즈에서 아프리카 음악과 유럽 음악이 결합해 나타났으며, 오랜 기간 대중문화에 큰 영향을 미쳤다. 그러나 재즈의 전성시대도 대공황과 함께 그 종말을 고하게 된다. 하지만 라디오 방송을 통한 확산으로 실제로 재즈 클럽을 방문하지 않고도 다양한 음악 스타일을 체험할 수 있었다. 또한, 재즈를 통해 청년들과 여성이 재즈와 함께 흡연, 성적인 문화를 통해 반항하는 것이 유행하기도 하였다.

## 같이 보기
- 플래퍼
- 광란의 20년대